# チェイキン (小惑星)
チェイキン (12539 Chaikin) は、小惑星帯に位置する小惑星。アリゾナ大学のスペースウォッチ計画によって発見された。
テレビドラマ化された、アポロ1号から17号までのアポロ計画に基くドキュメンタリー『人類、月に立つ』の原作者、アンドルー・チェイキン (Andrew L. Chaikin) から名づけられた。